# Sonde d'intubation endotrachéale
Une sonde endotrachéale (ou tube endotrachéal) est une sonde destinée à être insérée par la bouche ou le nez dans la trachée pour assurer le maintien de la perméabilité des voies aériennes et permettre la ventilation mécanique (voir intubation trachéale). Elle est généralement constituée de plastique transparent et munie d'un connecteur de diamètre standard permettant de la relier à un réanimateur manuel ou au circuit d'un respirateur artificiel. Un ballonnet situé à l'extrémité distale de la sonde permet d'assurer l'étanchéité.

## Caractéristiques de la sonde d'intubation standard

### Ballonnet

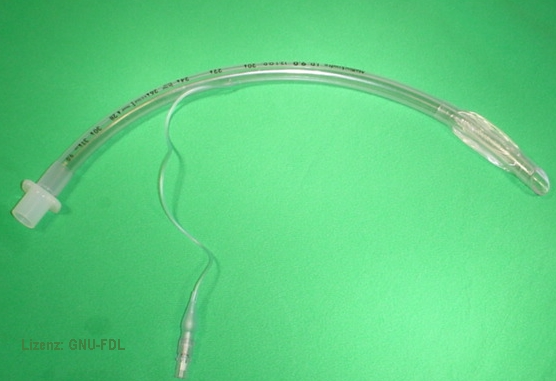
Sonde endotrachéale

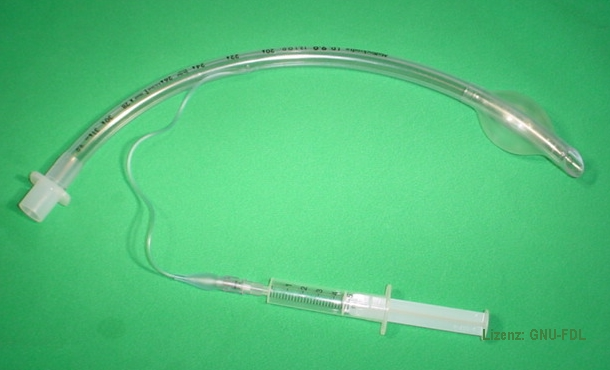
Ballonnet gonflé

Les sondes modernes sont munies d'un ballonnet à haut volume et faible pression permettant d'assurer l'étanchéité en n'étant gonflé qu'avec de faibles pressions (25 à 30 cm H2O), ce qui réduit le risque de nécrose des tissus de la trachée. Le ballonnet, même correctement gonflé, n'empêche pas l'écoulement de liquide dans les poumons le long de celui-ci. En effet, puisque le ballonnet est à haut volume et basse pression, le diamètre de celui-ci est plus grand que celui de la trachée. Et donc, il se forme des plis (microvillosités), par lesquelles s'écoulent les sécrétions. 
Récemment un nouveau type de ballonnet en forme de poire est apparu sur le marché, améliorant grandement l'étanchéité. Ainsi, grâce à sa forme piriforme, le ballonnet TaperGuard permet d'améliorer l'étanchéité. Le ballonnet piriforme est conçu avec un diamètre d’extrémité proximale plus large que la taille moyenne des trachées des sujets adultes et avec un diamètre distal inférieur de sorte qu’il y ait une zone du ballonnet qui corresponde parfaitement à la taille de la trachée. Dans cette zone, la formation de canaux laissant passer les sécrétions est limité.
Le ballonnet témoin, munie d'une valve, permet de gonfler le ballonnet du tube. Ce ballonnet pilote ou témoin ne permet en aucun cas d'apprécier, au toucher, la pression à l'intérieur du ballonnet du tube. Comme indiqué précédemment cette pression doit être comprise entre 25 et 30 cm H2O et se mesure, se contrôle à l'aide d'un manomètre de pression (automatique ou manuel). La surveillance de cette pression est nécessaire lorsque les gaz inhalés comportent du protoxyde d'azote (N2O) car ce gaz, très diffusible dans les cavités aériennes, tend à augmenter progressivement la pression du ballonnet.
En pédiatrie, on utilise souvent des sondes sans ballonnet, bien qu'il existe aussi des sondes avec ballonnet adaptées aux bébés et aux enfants. Une autre façon de faire en pédiatrie est l'utilisation d'un tube avec ballonnet, mais sans le gonfler.

### Extrémité distale
Elle est en forme de biseau ouvert à gauche lorsque la concavité de la sonde est orientée vers le haut pour faciliter la visualisation de la glotte lors d'une introduction avec la main droite. Une ouverture latérale appelée oeil de Murphy est généralement présente (sonde type Murphy). En son absence, la sonde est dite de type Magill.
Les sondes de Parker ont un biseau distal flexible, orienté vers le bas et en bec d'oiseau.

### Connecteur
Il est de taille standard pour toutes sondes.

### Taille
Elle est désignée par le diamètre intérieur de la sonde en millimètres. De 2,5 mm à 10 mm.
|                    | Diamètre intérieur (mm) |
| ------------------ | ----------------------- |
| Nouveau-né < 1 kg  | 2,5                     |
| Nouveau-né à terme | 3,0                     |
|                    | 3,5                     |

Il est recommandé de choisir la plus petite taille de sonde compatible avec une ventilation efficace sans fuite. Il est habituel de disposer de sondes 6,5 - 7,0 - 7,5 mm chez la femme et  7,5 - 8,0 - 8,5 mm chez l’homme.

### Port d'aspiration sous-glottique ou d'injection
Certaines sondes sont munies d'une lumière secondaire permettant l'aspiration des sécrétions se trouvant entre la glotte et le ballonnet : les sécrétions subglottiques. 
Le drainage de ces sécrétions en continu ou en intermitence par le système EVAC a démontré son efficacité à prévenir les pneumonies acquises sous ventilation mécanique (PAVM ou VAP).
L'adjonction de cette aspiration au tube possédant le ballonnet piriforme donne, actuellement, la meilleure protection contre l'aspiration des sécrétions. Ce tube, Taperguard EVAC, comme d'autres possédant également ce système, ne sont pas disponibles dans toutes les tailles, au vu d'un diamètre externe plus important.
D'autres sondes sont munies d'une lumière secondaire se rendant au bout distal du tube, et est conçue pour injecter un anesthésique local lors de l'intubation.

## Autres types de sondes endotrachéales
- Sonde armée : un ressort de métal rend impossible de couder ou de mordre la sonde. Utilisée entre autres en chirurgie ORL.
- Sonde à double lumière - Sonde Endobronchique : dispositif constitué de deux sondes accolées. L'extrémité de l'une des sondes s'ouvre au niveau de la trachée, tandis que l'extrémité de l'autre s'ouvre plus loin, dans la bronche souche sélectionnée par l'opérateur. Chacune de ces extrémités est assortie d'un ballonnet : un ballonnet dit trachéal, et l'autre, plus petit, dit bronchique. L'insertion de ce type de sonde permet de ventiler isolément l'un des deux poumons (via l'extrémité insérée dans la bronche souche) lors d'une chirurgie thoracique.
- Sonde pour chirurgie au laser
- Sonde MLT : Sonde pour microchirurgie du larynx
- Sonde de Montandon : Sonde pour laryngectomie